# Mycaranthes rhinoceros
Mycaranthes rhinoceros là một loài thực vật có hoa trong họ Lan. Loài này được (Ridl.) Rauschert mô tả khoa học đầu tiên năm 1983.